# I'm a Joker
«I'm a Joker» — пісня грузинського співака Анрі Джохадзе, з якою він представляв Грузію на пісенному конкурсі Євробачення 2012 в Баку. За результатами другого півфіналу, який відбувся 24 травня, композиція не пройшла до фіналу.